# 日本陸軍 (軍歌)
日本陸軍（にほんりくぐん）とは、日本の軍歌。大和田建樹作詞・深沢登代吉作曲で1904年（明治37年）7月に発表された。
「日本陸軍」は1937年前後に当時の兵科に合わせた歌詞の追加が行われており、本稿では追補版の新日本陸軍(しんにほんりくぐん)についても併記する。

## 概要
各番ごとに当時の大日本帝國陸軍の兵科を歌いこみ、1番から10番まで一連の物語となっており、曲は「四千余万」（中村秋香）の譜を流用したものとなっている。
また、深沢登代吉は1901年に死去しているためこの「日本陸軍」が出来た時には故人だったということになる。
輜重兵科の歌は「輜重兵の歌」（作詞作曲ともに不明）の歌が作られるまでは1937年（昭和12年）まで存在しなかったため、それまでは輜重兵に関してほぼ唯一の歌であった（輜重兵も参照）。
昭和初期から第二次世界大戦の敗戦まで、出征時の壮行歌や凱旋時に必ずと言っていいほど主に1番を中心に盛んに演奏され、歩兵の本領と同じく行軍中にも盛んに歌われたと言う。
大和田は「日本陸軍」を発表した同年に、当時の大日本帝國海軍の所属艦全てを歌詞に収めた「日本海軍」も「日本陸軍」の対となる軍歌として作詞しているが、その歌詞は日本陸軍以上に長大な、全20番というものであった。

## 歌詞
日本陸軍
- 作詞 - 大和田建樹
- 作曲 - 深沢登代吉

1. 出征
天に代わりて不義を討つ 
忠勇無雙の我が兵は
歡呼の聲に送られて
今ぞ出で立つ父母の國
勝たつば生きて還(かえ)らじと
誓う心の勇ましさ
2. 斥候兵
或いは草に伏し隱れ
或いは水に飛び入りて
萬死恐れず敵情を
視察し歸る斥候兵
肩に懸(かか)れる一軍の
安危はいかに重からん
3. 工兵
道なき方(かた)に道をつけ
敵の鐵道うち毀(こぼ)ち
雨と散り來る彈丸を
身に浴びながら橋かけて
我が軍渡す工兵の
功勞何にか譬(たと)うべき
4. 砲兵
鍬(くわ)取る工兵助けつつ
銃(つつ)取る步兵助けつつ
敵を沈默せしめたる
我が軍隊の砲彈は
放つに當たらぬ方もなく
その聲天地に轟けり
5. 歩兵(歩行)
一齊射擊の銃(つつ)先に
敵の氣力を怯(ひる)ませて
鐵條網もものかはと
躍り越えたる壘上に
立てし譽れの日章旗
みな我が步兵の働きぞ
6. 騎兵
擊たれて逃げゆく八方の
敵を追い伏せ追い散らし
全軍殘らずうち破る
騎兵の任の重ければ
我が乘る馬を子のごとく
勞(いた)わる人もあるぞかし
7. 輜重兵
砲工步騎の兵强く
聯戰聯捷せしことは
百難冒(おか)して輸送する
兵糧輜重(ひょうろうしちょう)のたまものぞ
忘るな一日遲れなば
一日たゆとう兵力を
8. 衛生兵
戰地に名譽の負傷して
収容せらるる將卒の
命と賴むは衞生隊
ひとり味方の兵のみか
敵をも隔てぬ同仁の
情けよ思えば君の恩
9. 凱旋
内には至仁の君いまし
外には忠武の兵ありて
我が手に握りし戰捷の
譽れは正義の勝鬨ぞ
謝せよ國民大呼(たいこ)して
我が陸軍の勳功(いさおし)を
10. 勝利(平和)
戰雲東におさまりて
昇る朝日と諸共に
輝く仁義の名も高く
知らるる亞細亞の日の出國(こく)
光めでたく仰がるる
時こそ來ぬれいざ勵め

## 歌詞の変遷
- 3番の「敵の鉄道うち毀ち」の部分を、「敵の鉄道うち壊し」と歌うものもある。
- 4番の「鍬取る工兵助けつつ」の部分が、屯田兵と混同されるという指摘があったため「槌取る工兵助けつつ」と変更されている[4]。ただし、第二次世界大戦以後に録音された音源は、殆どが鍬で歌われている。
- 同じく4番の「わが軍隊の砲弾は」の部分を、「わが砲兵の砲弾は」と歌うものもある[5]。
- 6番の「騎兵の任の重ければ」の部分を、「騎兵の任務重ければ」と歌うものもある[6]。
- 大正から昭和に掛けて新たな兵種が増えたため、1937年(昭和12年)に藤田まさとが「日本陸軍」に戦車兵、機関銃兵、航空兵、通信兵等を追加した、「新日本陸軍」を発表した。藤田版の新日本陸軍は、1番と2番に日本陸軍の「出征」と「斥候兵」を配し、3番以降の歌詞が上記の「爆撃隊」から「皇軍凱旋」まで繋がる全7番の歌詞として収録されている事が多い。
- 1937年（藤田版の新日本陸軍と同年）には西条八十も「日本陸軍」の歌詞に「航空兵」「高射砲兵」「鉄道隊」「電信隊」「戦車隊」「機関銃隊」「軍犬軍鳩」を追加[7]しており[8]、こちらも「新日本陸軍」と呼ばれている。

### 題名が類似した軍歌
「日本陸軍」は市井では正式な題名だけではなく、俗に"陸軍の歌"や"日本陸軍の歌"などと呼ばれていた場合もあったようであるが、1932年(昭和7年)に土井晩翠が同年の陸軍記念日に合わせて陸軍戸山学校軍楽隊の演奏で発表した「日本陸軍の歌」という軍歌が存在している事に留意する必要がある。土井の「日本陸軍の歌」は、1995年に日本コロムビアが発売した『歌謡で辿る昭和の痕跡　軍歌・戦時歌謡大全集(13) 陸軍軍楽隊の遺産』では「新日本陸軍の歌」として戦前の音源が収録されている事や、更には1937年(藤田版の新日本陸軍と同年)には、西条八十が土井の「日本陸軍の歌」に対しても「日本陸軍の歌（追補）」という題名で、大和田の「日本陸軍」に対する「新日本陸軍」と似たような歌詞の追加を行ったとみられることから、当時の音源や資料を探求する際非常に紛らわしい事態を招いていることに注意されたい。